# 溶解

一个被水分子溶解的钠离子

溶解（英語：dissolution）又稱溶剂化（solvation）、溶劑合作用，是溶质分散于溶剂中而成为一个分子混合状态的溶液的过程。溶剂化描述了溶剂与溶解分子的相互作用。离子化的分子和不带电的分子，都可与溶剂发生强烈的相互作用；此作用的强度和性质影响溶质的许多性质，包括溶解度、反应性和颜色，也影响溶剂的性质，如黏度和密度。
当离子溶解时，它们会散布开来并被溶剂分子包裹。离子越大，能包裹它的溶剂分子就越多。有时溶解会产生放热、吸热的现象，例如氯化铵溶于水时会吸热使液体温度降低，而氢氧化钠溶于水时会放热使溶液温度升高。一般地，稳定、单一的溶液没有廷得耳效應。

## 部分物质溶解性表
表格摘自人民教育出版社高等中学《化学》教科书
| 阳离子\阴离子 | OH-        | NO3-       | Cl-        | SO42- | CO32-      |
| ------------- | ---------- | ---------- | ---------- | ----- | ---------- |
| H+            | 不存在     | 可溶、挥发 | 可溶、挥发 | 可溶  | 可溶、挥发 |
| NH4+          | 可溶、挥发 | 可溶       | 可溶       | 可溶  | 可溶       |
| K+            | 可溶       | 可溶       | 可溶       | 可溶  | 可溶       |
| Na+           | 可溶       | 可溶       | 可溶       | 可溶  | 可溶       |
| Ba2+          | 可溶       | 可溶       | 可溶       | 不溶  | 不溶       |
| Ca2+          | 微溶       | 可溶       | 可溶       | 微溶  | 不溶       |
| Mg2+          | 不溶       | 可溶       | 可溶       | 可溶  | 微溶       |
| Al3+          | 不溶       | 可溶       | 可溶       | 可溶  | 不存在     |
| Mn2+          | 不溶       | 可溶       | 可溶       | 可溶  | 不溶       |
| Zn2+          | 不溶       | 可溶       | 可溶       | 可溶  | 不溶       |
| Fe2+          | 不溶       | 可溶       | 可溶       | 可溶  | 不溶       |
| Fe3+          | 不溶       | 可溶       | 可溶       | 可溶  | 不存在     |
| Cu2+          | 不溶       | 可溶       | 可溶       | 可溶  | 不存在     |
| Ag+           | 不存在     | 可溶       | 不溶       | 微溶  | 不溶       |